# Иоанн Комнин Дука
Иоанн Комнин Дука (греч. Ιωάννης Κομνηνός Δούκας; ум. 1244), — Фессалоникский император в 1237—1244 (деспот с 1242 года), а также правитель Фессалии в 1237—1239 годах.

## Происхождение
Иоанн был старшим сыном правителя Эпира Феодора Комнина Дуки и Марии Петралифы. В 1230 году отец и его семья были пленены в битве при Клокотнице воинами болгарского царя Ивана II Асеня. Когда в 1237 году дочь Комнина Дуки Ирина стала супругой Асеня, Иоанн был выпущен на свободу вместе с ослеплённым отцом и младшим братом Дмитрием. Они достигли Фессалоник и свергнули брата Феодора Мануила, захватившего власть в городе в 1230 году. После этого правителем Фессалоник стал Иоанн, которого отец Феодор провозгласил императором, а сам отправился в Эдессу.
В 1239 году Мануил вернулся вместе с войсками Никейской империи, и с их помощью утвердился в Фессалии. Таким образом Фессалонская империя Иоанна представляла собой лишь город с окружающей областью. Эпирское царство, находилось в руках Михаила II и было фактически независимым. Фессалия — в руках Маниула. В 1241 году умер покровитель Фессалонского императора Иван II Асень, после чего правитель Никеи Иоанн III Дука Ватац решился на более активную политику в этом регионе. В 1241 году он обманом пленил отца Иоанна Феодора, и повёл армию на взятие Фессалоник. Иоанн отбил это нападение, и в это время пришли вести о том, что сельджуки напали на восточные владения Ватаца. Правители в 1242 году заключили договор, по которому Комнин признавал власть малоазийского государя, отказывался от императорского титула, и в обмен получал титул деспота Фессалоник.
Иоанн умер в 1244 году, и Фессалоники перешли под власть его младшего брата Димитрия.